# Сержі Роберто
Сержі Роберто (кат. Sergi Roberto; нар. 7 лютого 1992, Реус) — іспанський футболіст, правий захисник клубу «Комо», збірної Іспанії та збірної Каталонії.
Насамперед відомий виступами за клуб «Барселона Б», а також молодіжну збірну Іспанії.

## Клубна кар'єра
Вихованець футбольної школи «Барселони».
У дорослому футболі дебютував 2009 року виступами за команду клубу «Барселона Б».
До складу основної команди «Барселони» приєднався 2011 року. Наразі встиг відіграти за каталонський клуб 199 матчів в національному чемпіонаті.

## Виступи за збірні
2008 року дебютував у складі юнацької збірної Іспанії, взяв участь у 20 іграх на юнацькому рівні, відзначившись 3 забитими голами.
З 2011 року залучався до складу молодіжної збірної Іспанії. На молодіжному рівні зіграв у 6 офіційних матчах, забив 1 гол.
2011 року дебютував у складі невизнаної ФІФА та УЄФА збірної Каталонії.
2016 року дебютував у складі національної збірної Іспанії

## Титули і досягнення
«Барселона»
- Чемпіон Іспанії: 2009/10, 2010/11, 2012/13, 2014/15, 2015/16, 2017/18, 2018/19, 2022/23
- Переможець Ліги чемпіонів УЄФА: 2010/11, 2014/15
- Володар Суперкубка УЄФА: 2011, 2015
- Володар Кубка Іспанії: 2011/12, 2014/15, 2015/16, 2016/17, 2017/18, 2020/21
- Володар Суперкубка Іспанії: 2010, 2011, 2013, 2016, 2018, 2022
- Переможець клубного чемпіонату світу: 2011, 2015